# Betws yn Rhos
Pour les articles homonymes, voir Betws.
Betws yn Rhos est un village et une communauté du borough de comté de Conwy, au pays de Galles.
Il est situé dans le nord-est du borough de comté. Au recensement de 2011, la communauté de Betws yn Rhos comptait 1 052 habitants.